# Nicki (cantante)
Nicki, nome d'arte di Doris Hrda (Plattling, 2 novembre 1966), è una cantante e conduttrice televisiva tedesca.
La sua produzione musicale è interamente in lingua bavarese.

## Biografia
Alta poco più di un metro e mezzo, Nicki fa parte di una prole numerosa (ha tre fratelli e due sorelle). Nel 1983 ha pubblicato il suo primo singolo, Servus, mach's Gut, che è entrato nella classifica tedesca nonostante il testo in bavarese: lingua alla quale la cantante resterà sempre fedele, volendo in questo modo distinguersi tra i suoi colleghi. Pur senza mai conquistare la vetta delle classifiche di singoli e di album, Nicki è riuscita per circa quindici anni (dal 1985, anno di rilascio del suo primo album, al 2000) a collezionare numerosi e duraturi piazzamenti, esplorando diversi generi: schlager, calipso, country (emblematica la canzone I bin a Bayrisches Cowgirl), europop, rock. Si è affermata anche in Austria e Svizzera.
Nel 2000 ha optato per una lunga pausa, durata fino al 2006, anno in cui ha lanciato l'album I Gib Wieder Gas, puntando molto sul singolo omonimo, che ha anche abbinato a un videoclip (per la prima volta nella sua attività musicale). A quest'operazione avrebbe dovuto far seguito un lungo tour di Nicki, mai realizzato per problemi di salute che la cantante non ha voluto rivelare. Nicki ha ripreso a tenere concerti sul finire del 2008, apparentemente in buona forma, festeggiando così venticinque anni di carriera. Nel 2009 è uscito l'album Passt Scho!; nel 2011 è stata la volta del cd So Wie I, titolo che è anche quello del singolo di lancio, corredato anch'esso da videoclip. Dopo un nuovo periodo di silenzio, durato sette anni, nel 2018 Nicki ha duettato con Patrick Lindner in Baby Voulez Vous e pubblicato l'album Herzoamat.
Dal 1996 Nicki conduce programmi televisivi, in particolare talk-show, per varie emittenti tedesche.

## Vita privata
Nicki ha sposato nel 2014 il compagno Gerhard, con cui già aveva generato nel 2001 e nel 2003 le sue due figlie, Sina e Kimberley. La coppia vive a Plattling.

## Discografia
- 1985: Servus, Nicki
- 1985: Weihnachten mit Nicki
- 1986: Ganz oder gar net
- 1987: Kleine Wunder
- 1988: Radio Bavaria
- 1990: Immer mehr
- 1992: Grenzenlos
- 1993: Tausend Fragen
- 1995: Ois Easy – 10 neue Country Songs
- 1996: Herzsprünge
- 1999: Zurück zu mir
- 2006: I gib wieder Gas
- 2009: Passt scho!
- 2011: So wie i
- 2018: Herzhoamat